# Lobsang Trinley Lhündrub Chökyi Gyaltsen
Lobsang Trinley Lhündrub Chökyi Gyaltsen (Xunhua, 19 febbraio 1938 – Shigatse, 28 gennaio 1989) è stato il decimo Panchen Lama della scuola buddhista tibetana.

## Biografia

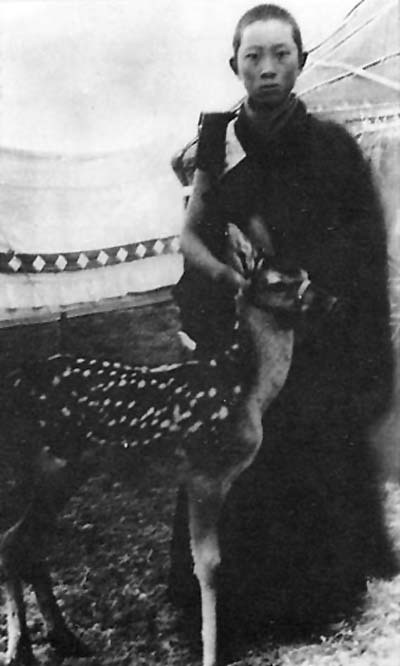
Il giovane Panchen Lama

Nacque il 19 febbraio 1938 in quella che oggi è una provincia autonoma di Qinghai, da Gonpo Tseten e Sonam Drolma. Il 3 giugno 1949 emissari di Thubten Chökyi Nyima lo riconobbero come la decima reincarnazione del Panchen Lama. La cerimonia di insediamento fu fatta l'11 giugno 1949 ad Amdo (Qinghai), sotto la supervisione di alcuni ufficiali cinesi che ne avevano approvato l'elezione. Tuttavia non fu riconosciuto dal 14º Dalai Lama, fino a quando non ci furono i negoziati del 1951.
Nel 1954 il Dalai Lama e il Panchen Lama andarono a Pechino ad assistere alla prima giornata del primo Congresso Nazionale del Popolo Cinese, voluta da Mao Zedong e altri leader.
Nel 1956 Lobsang andò in pellegrinaggio in India assieme al Dalai Lama. Nel 1959 quest'ultimo decise di non tornare più in Tibet, mentre il Panchen decise di farvi ritorno.
Dopo un viaggio attraverso il Tibet, nel maggio del 1962 Lobsang incontrò Zhou Enlai per discutere su una petizione a favore del popolo tibetano. La petizione si concluse in un documento in cui si denunciava la difficile vita dei tibetani, oppressi dalle ferree regole cinesi. Inizialmente questo documento non ebbe alcun effetto, ma nell'ottobre del 1962 la Cina manifestò tutto il suo risentimento per quel provvedimento, e la situazione peggiorò poi con l'inizio della Rivoluzione culturale cinese.
Nel 1968 Lobsang fu imprigionato, rilasciato solo nel 1977 fu costretto agli arresti domiciliari a Pechino fino al 1982. Dopo il suo rilascio, fu considerato dalle autorità cinesi come un soggetto "politicamente riabilitato" tanto da meritare la carica di vice presidente del Congresso Nazionale del Popolo.
Nel 1979 sposò Han, una donna cinese e nel 1983 ebbe una figlia. Questo comportamento fu considerato da molti indegno, per un lama della scuola di Gelug.

### Morte
Nel 1989 il 10º Panchen Lama morì a Shigatse all'età di 50 anni, cinque giorni dopo aver tenuto un discorso pubblico in cui denunciava la politica cinese in Tibet.
Dopo la sua morte, l'attuale Dalai Lama decise di riabilitare il nome di Lobsang Trinley Lhündrub Chökyi Gyaltsen, affermando che, in quel determinato contesto storico, il suo modo d'agire poté sembrare ambiguo e non consono alla carica che ricopriva, ma ogni sua azione fu volta a tutelare il popolo tibetano.
Inoltre, si deve proprio al 10º Panchen Lama la costruzione del monumento funebre di Tashi Langyar, edificato in memoria dei Panchen Lama dal quinto al nono, che videro le loro originarie tombe distrutte durante la Rivoluzione culturale cinese. Questa tomba è situata presso monastero di Tashilhunpo.